# Christian Ludwig von Hake
Christian Ludwig von Hake (auch: Christian Ludewig von Hake und Christian Ludwig Hacke sowie Christian Ludewig von Hacke; * 5. Dezember 1745 in Hannover; † 18. Oktober 1818 in Stade) war ein deutscher Verwaltungsjurist und hannoverscher Staatsminister.

## Leben
Hake wurde 1745 als ältester Sohn des hannoverschen Premierministers und Großvogts Levin Adolph Freiherr von Hake und seiner Frau Renate Sophie, geb. von Alvensleben aus dem Haus Neugattersleben, geboren und entstammte dem Adelsgeschlecht von Hake. Er wuchs in Hannover auf und studierte ab 1763 Rechtswissenschaften an der Universität Göttingen. Ernst Ludwig Julius von Lenthe erwähnt ihn in seinem Bericht die Einholung beim Besuch des Herzogs von York am 22. August 1765 in Göttingen nebst Teilnehmerliste. Am 10. Januar 1765 erhielt er eine Anstellung als Auditor bei der Justizkanzlei in Hannover. 1766 wurde er Hofgerichtsassessor bei der Calenbergischen Landschaft, ab 1767 mit dem Charakter eines Hofrats. 1767 wurde er Deputierter der Calenbergischen Landschaft. 1778 erhielt er den Rang eines Wirklichen Geheimen Kammerrats.
1779 wurde von Hake das Hofbau- und Gartendepartement übertragen. In dieser Funktion erwarb er sich besondere Verdienste um die Erhaltung der Herrenhäuser Gärten.
Von Hake, Erb- und Gerichtsherr auf dem Rittergut Ohr sowie in Buchhagen und „Bodemwerder“, war der unmittelbare Vorgesetzte des 1780 in Herrenhausen tätigen Hofgärtners Karl Gottlob Feuereisen.
1798 wurde Hake zum Geheimen Rat mit Generalsrang befördert. 1799 wurde er Präsident der Bremen- und Verdenschen Regierung und Gräfe des Landes Hadeln. Am 10. November 1801 erhielt er den Titel eines Staatsministers. Hake blieb Chef der Regierung der Herzogtümer Bremen und Verden bis zur Inbesitznahme durch das Königreich Westphalen. Nach dem Ende des französisch-westphälischen Intermezzos kehrte er 1813 nach Stade zurück. Von 1816 bis 1818 war er Präsident der provisorischen Regierungskommission in Stade.

## Auszeichnungen
Am 25. Mai 1776 wurde Christian Ludewig von Hake von der Königlichen Landwirtschaftsgesellschaft in Celle zum Ehrenmitglied ernannt. Nach ihm wurde 1797 die Gattung Hakea aus der Familie der Silberbaumgewächse durch Heinrich Adolf Schrader und Johann Christoph Wendland in Sertum Hannoveranum (1797) benannt.
Hake war Träger des Großkreuzes des Guelphen-Ordens.

## Familie
Christian Ludewig von Hake heiratete am 26. April 1778 Wilhelmine Friederike Amalie von Wallmoden (* 28. April 1756; † 27. November 1829), einer Tochter des Kammerherren Ernst Franz von Wallmoden (1728–1776). Das Paar hatte mehrere Kinder:
- Johann Christoph Georg Adolf (* 19. Dezember 1779; † 25. Januar 1840), legte den Landschaftspark Ohrbergpark auf Gut Ohr (bei Hameln) an
- Sophie Antoniette Wilhelmine Charlotte (* 8. August 1782; † 1. Oktober 1788), starb an der Ruhr
- Fredrike Louise Sophie (* 29. Mai 1786; † 17. Februar 1857)

⚭ 1809 Friedrich Karl Ludwig von Schulenburg-Altendorf († 30. Juli 1817)
⚭ 1820 Andreas von Schlütter (* 3. Juni 1781; † 24. Februar 1863), Generalmajor
- Louise Wilhelmine Frederike (* 17. November 1796; † 15. Juli 1860) ⚭ 1822 Freiherr Ivan Gottlieb Friedrich von Hodenberg-Grethem (* 18. September 1786; † 14. April 1840), Oberstleutnant